# Рубцов Леонід Іванович
Леоні́д Іва́нович Рубцо́в (* 23 березня 1902 — нинішнє місто Фурманов Івановської області —†  3 квітня 1980) — ландшафтний архітектор, дендролог і селекціонер, колишній завідувач відділу дендрології і паркознавства Національного ботанічного саду імені Миколи Гришка НАН України.
Автор проекту і керівник будівництва Саду бузків Національного ботанічного саду імені Миколи Гришка НАН України